# 園田ひろこ
園田 ひろこ（そのだ ひろこ、5月3日 - ）は、日本の女性声優。オフィスCHKに所属。福岡県出身。

## 人物
趣味はゲーム、読書、ガンプラ。特技はタイピング、陸上競技。

## 出演

### テレビアニメ
- つよきす Cool×Sweet

### ゲーム
- キミの勇者（フィジェ）
- どきどき魔女神判!（天使ルル）
- どきどき魔女神判2（ルル、ちよ）
- トワイライトシンドローム（ななぱち）（堀川サナエ）
- トワイライトシンドローム２（ななぱち）（堀川サナエ）

### ドラマCD
- どきどき魔女神判2 ドラマCD～魔女とアクジ、かれ～なる？大作戦。そして伝説へ～（2008年、天使ルル）

### ラジオ
- studio TeaParty（第65回）
- WEBラジオ 魔女神判！どきどきの放課後 - ウェイバックマシン（2008年3月1日アーカイブ分）（ルル役としてメインパーソナリティ）

### 吹き替え
- Care Bear
- 無影剣

### ラジオCM
- ニチレイアセロラ
- 車のホンダ